# Numeri Fabi Vibulà
Numeri Fabi Vibulà (en llatí Numerius Fabius Q. F. M. N. Vibulanus) va ser un magistrat romà. Era el segon fill de Quint Fabi Vibulà II, tres vegades cònsol i un dels decemvirs.
Va ser elegit cònsol romà l'any 421 aC amb Tit Quint Capitolí Barbat I. Va fer la guerra contra els eques als que va posar en fuita sense dificultat. No se li van concedir els honors del triomf, però si una ovació. Va ser en aquest any que els consols van proposar que a més dels dos qüestors de la ciutat, dos altres serien nomenats per ajudar els cònsols en temps de guerra. Aquesta proposta era conflictiva, ja que els tribuns de la plebs exigien que algun qüestor fos escollit entre els plebeus.
L'any 415 aC va ser tribú amb potestat consular i va repetir aquest càrrec el 407 aC.